# Lliga de Futbol Professional
La Lliga de Futbol Professional, en castellà i oficialment Liga Nacional de Fútbol Profesional, també coneguda com a LaLiga (l'abreviatura LFP també es va utilitzar fins a la temporada 2015-16), és una associació esportiva de dret privat integrada per totes les Societats Anònimes Esportives i clubs que participen en les competicions oficials de futbol d'àmbit estatal i professional d'Espanya. S'emmarca en el Sistema de lligues de futbol d'Espanya. Té personalitat jurídica pròpia i autonomia per a la seva organització interna i funcionament respecte a la Federació Espanyola de Futbol de la que forma part.
La Lliga Nacional de Futbol Professional és l'organisme encarregat d'organitzar, en coordinació amb la RFEF, les següents competicions masculines:
- Primera Divisió de la lliga espanyola de futbol
- Segona Divisió de la lliga espanyola de futbol

Va ser creada la temporada 1984/85, any en què començà a organitzar la lliga espanyola de futbol masculina. Té la seu social a la ciutat de Madrid i també és present a 55 països amb 11 oficines i 46 delegats. En són membres tots els clubs de Primera i Segona divisió.
Entre les principals comeses de LaLiga hi ha l'organització de les competicions de futbol professional, el control econòmic, la venda centralitzada dels drets audiovisuals i una estratègia d'internacionalització i de lideratge tecnològic.
El Campionat Nacional de Lliga només ha estat interromput en dues ocasions, durant la Guerra civil espanyola (1936-1939) i el 2020, a causa de la pandèmia pel coronavirus (COVID-19), quan van quedar suspeses les competicions entre el 9 de març i l'11 de juny de 2020, després de reprendre's a porta tancada i sense públic.

## Història
Els primers antecedents de la lliga actual es remunten al primer terç del segle XX quan es disputava el Campionat d'Espanya i el posterior Campionat Nacional de Lliga, organitzats per la Reial Federació Espanyola de Futbol fins al 1984.
El 1928-29 el FC Barcelona va ser el primer equip a declarar-se campió de la primera divisió, en què van participar 10 equips (l'Athletic Club, l'Arenas Club de Guecho, el Reial Madrid Foot-Ball Club, la Reial Societat de Futbol, el Foot-Ball Club Barcelona, el Reial Unió Club, l'Athletic Club de Madrid, el Reial Club Esportiu Espanyol, el Club Esportiu Europa i el Reial Santander Racing Club, a la Segona Divisió, que també es va disputar des de la temporada 1928-29, van participar el Sevilla FC, l'Iberia SC, l'Esportiu Alabès, el Reial Sporting de Gijón, el València FC, el Reial Betis Balompié, el Reial Oviedo FC, el Reial Club Celta, el RC Esportiu de La Corunya i el Racing Club de Madrid, mentre que al grup B ho feien la Cultural i Esportiva Lleonesa, el Reial Múrcia F. C., el C. D. Castelló, la C. D. Torrelavega, el Saragossa C. D., el Reial Valladolid Esportiu, el C. A. Osasuna, el Tolosa C. F., el Barakaldo C. F. i el Cartagena F. C.
El 14 de juliol de 1983 l'assemblea extraordinària de la Reial Federació Espanyola de Futbol va aprovar la creació de la Lliga de Futbol Professional. El primer comitè executiu de la Lliga va prendre possessió el 30 de desembre de 1983 a la seu de la Reial Federació Espanyola de Futbol, i el 26 de juliol de 1984 es van aprovar els estatuts, i es van fundar oficialment la Lliga Nacional de Futbol Professional. Els estatuts van ser modificats i aprovats pel Consell Superior dEsports el 2019.

## Denominació
En els primers estatuts aprovats el 1984 es va denominar oficialment l'entitat com a “Lliga Nacional de Futbol Professional” encara que als mitjans de comunicació i entre l'afició es va escurçar el nom d'una manera informal, com “La Lliga” o la “Lliga de Futbol Professional” i utilitzant el seu acrònim “LFP” amb assiduïtat.

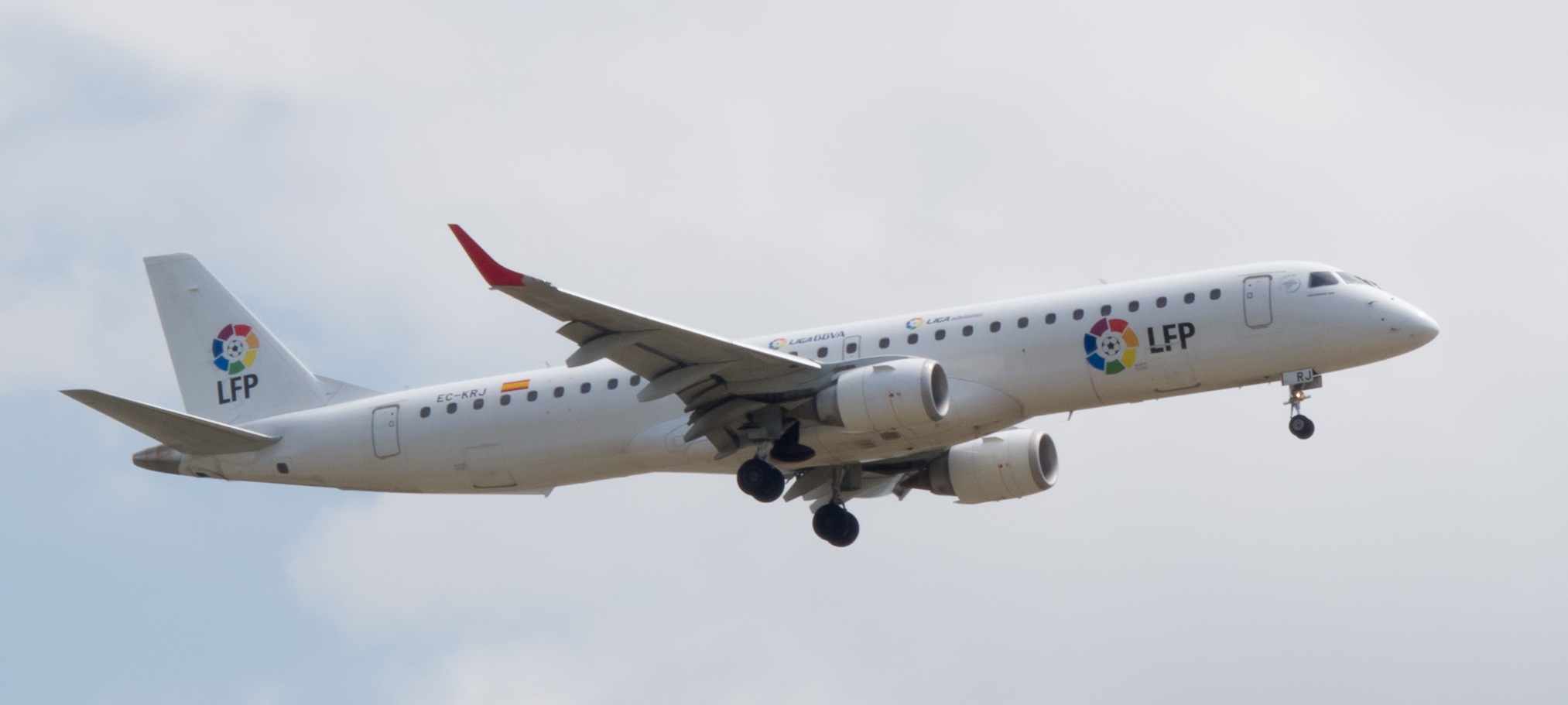
Embraer ERJ-190 amb els colors de la LFP.

A la temporada de 1996-1997, la lliga va començar a conèixer-se als mitjans de comunicació amb el sobrenom de “Lliga de les estrelles”. La bonança econòmica, la conversió dels clubs en societats anònimes, la venda dels drets audiovisuals i la Llei Bosman—que permetia una circulació més gran de futbolistes de la Unió Europea (i d'altres jugadors forans, sud-americans o africans)-- van aconseguir atreure els millors futbolistes estrangers, cosa que va suposar l'explosió definitiva del futbol espanyol; mentre se seguia utilitzant amb assiduïtat la denominació “Lliga de Futbol Professional”, tot i no ser la denominació oficial.
Aquesta denominació extraoficial, que no presentava més problema entre els mitjans de comunicació espanyols, va començar a trobar dificultats per tenir la mateixa denominació i el mateix acrònim que la lliga francesa “Lligue de Football Professionnel” (LFP).
El seu primer acord de patrocini va ser amb el BBVA. A partir de 2008 la denominació de la primera divisió va estar associada al BBVA, el seu principal patrocinador, anomenant-se “Lliga BBVA”, mentre que la Segona Divisió era la “Lliga Endavant”. L'acord amb el BBVA es va estendre fins a la temporada 2015 -2016.
El 21 de juliol de 2016 i per un període de tres temporades es va signar un contracte de patrocini amb el Banco Santander. La lliga va recuperar la seva independència anomenant-se des de llavors “LaLiga” i refinant la seva identitat corporativa. L'acord de patrocini amb el Banco Santander va suposar dos nous noms per a les seves principals competicions. La primera divisió va passar a anomenar-se “LaLiga Santander” i la Segona Divisió “LaLiga 1,2,3”. La denominació de la Segona Divisió va tornar a canviar-se a l'agost de 2019, passant a anomenar-se “LaLiga SmartBank”.
A partir de la temporada 2023-24, amb el canvi de patrocinadors, es van canviar les denominacions, respectivament, a LaLiga EA Sports i LaLiga Hypermotion.

## Gestió econòmica

### Sanejament i control
A partir del 2013 es va iniciar un procés de sanejament i control econòmic arran de la dramàtica situació econòmica en què es trobaven la majoria dels clubs. A l'Assemblea del 21 de maig del 2014, els clubs van aprovar el “Reglament de control econòmic dels Clubs i Societats Anònimes Esportives afiliats a la Lliga Nacional de Futbol Professional” pel qual s'autoimposaven unes normes més estrictes que les propugnades per la UEFA i establien el control econòmic i supervisió dels clubs per part de La Lliga.
Des d'aquell moment, els clubs i les Societats Anònimes Esportives (SAD) van iniciar un procés pel qual van anar abandonant els impagaments a jugadors, i van reduir els deutes amb l'Agència Estatal d'Administració Tributària (AEAT) i amb la Seguretat Social. Això va suposar una fortalesa financera més gran i una competència real entre clubs, evitant el dopatge financer.

### Drets audiovisuals
El progrés i fiançament de LaLiga també es va aconseguir per la comercialització conjunta dels drets audiovisuals dels clubs i les Societats Anònimes Esportives de Primera i Segona Divisió (LaLiga Santander i LaLiga SmartBank). La venda centralitzada dels drets audiovisuals, principal font d'ingressos dels clubs, es va aprovar al Congrés dels Diputats el 14 de maig de 2015, sent el Reial Decret llei 5/2015 el que desenvolupa la normativa.

### Impacte socioeconòmic
L'activitat econòmica produïda per LaLiga suposa un sector estratègic: va generar 15.688 milions d'euros la temporada 2016-17, equivalent a l'1,37% del PIB, i 185.000 llocs de treball directes i indirectes, segons l'estudi presentat per Price Waterhouse Coopers el 2019.
A l'estudi de PwC, l'impacte econòmic derivat per la indústria del futbol professional es va duplicar la temporada 2016-17, respecte a la temporada 2012-13, quan l'impacte va ser de 7600 milions i suposava el 0,75% del PIB; mentre que la seva influència en l'ocupació va créixer un 28% en aquest període (de 140.000 llocs de treball a 184.600) i la recaptació fiscal un 41%, de 2995 milions a 4089.
El futbol és un generador d'ingressos (input) per a altres empreses, ja que usen el futbol com a palanca per generar activitat. L'“impacte tractor” revela que dels 2398 milions que van gastar els aficionats en dia de partit, 1072 milions van ser a l'estadi, 1226 milions a bars i 100 milions en turisme; 561 milions van ser despeses a la televisió de pagament, 561 milions a mitjans de comunicació, 261 milions a apostes i 217 a videojocs.
Per cada euro d'ingressos a LaLiga es van generar 4,2 € a la resta d'activitats; i cada lloc de treball de la competició en va crear quatre més en altres sectors. Pel que fa a l'aportació a les arques públiques, la indústria del futbol professional va aportar 4.089 milions d'euros en impostos a Espanya.
| Temporada | Persones   | Percentatges                        |
| --------- | ---------- | ----------------------------------- |
| 2019-2020 | 11.076.913 | {\displaystyle \blacktriangle }2,89 |
| 2018-19   | 14 812 356 | {\displaystyle \blacktriangle 3,77} |
| 2017-18   | 14 273 818 | {\displaystyle \blacktriangle 1,58} |
| 2016-17   | 14 051 405 | {\displaystyle \blacktriangle 0,27} |
| 2015-16   | 14 014 099 | {\displaystyle \blacktriangle 2,52} |
| 2014-15   | 13 669 664 | {\displaystyle \blacktriangle 4,22} |
| 2013-14   | 13 116 414 | {\displaystyle \blacktriangle 3,47} |

Font: LaLiga.com
Segons l'Informe Economicofinancer de la temporada 2019-2020, la primera temporada afectada pel confinament i les restriccions de la pandèmia COVID-19, el futbol espanyol va manifestar la seva fortalesa i sostenibilitat, en superar per primera vegada els 5.000 milions d'ingressos, malgrat l'impacte de la pandèmia. La Lliga va ser l'única competició de les grans lligues que va aconseguir un resultat net positiu (77 milions d'euros), i la que més ingressos genera per càpita. Tot això gràcies a la responsabilitat que van demostrar els clubs espanyols en la contenció de la despesa.
| Temporada | Ingressos |
| --------- | --------- |
| 2020-21   | 3.820 M€  |
| 2019-20   | 5.045 M€  |
| 2018-19   | 4.871 M€  |
| 2017-18   | 4.433 M€  |
| 2016-17   | 3.708 M€  |
| 2015-16   | 3.209 M€  |
| 2014-15   | 2.870 M€  |
| 2013-14   | 2.688 M€  |

Font: LaLiga
El 2021 LaLiga va aportar més de 125 milions d'euros a altres entitats per al desenvolupament del futbol no professional i altres esports. D'aquesta quantitat, la RFEF va percebre un 52% (65,6 milions d'euros), el CSD un 39,5% (48,8 milions d'euros) i els sindicats de jugadors un 8,9% (11,3 milions d'euros) euros). Això va suposar un increment del 13% respecte a l'aportat a la temporada 19/20 i d'un 202% respecte a la temporada 14/15.

### Acord LaLiga - CVC
A l'agost de 2021, LaLiga va acordar la creació, junt amb el fons de risc de capital CVC Capital Partners, d'una societat holding i un acord de comptes conjunts, pel que el fons aporta 2.700 milions d'euros a canvi del 10,95% dels beneficis generats per l'explotació comercial dels diferents productes de LaLiga, a reembolsar els clubs al llarg de 50 anys. El projecte s'ha anomenat LaLiga Impulse.
LaLiga Impulse ha estat aprovada per unanimitat dels clubs a la Comissió Delegada del 4 d'agost de 2021 i aprovada a l'Assemblea General per una majoria de 39 clubs (de 42 en total) el 12 d'agost del mateix any. En aquesta assemblea va votar contra el Real Madrid CF, el FC Barcelona, l'Athletic Bilbao i el Real Oviedo, encara que el club asturià finalment va decidir firmar l'acord dies després per garantir el seu projecte esportiu.
L'acord entre CVC i LaLiga preveu la possibilitat que qualsevol club s'hi deixi o s'incorpori en una data posterior, en què es restaran les quantitats corresponents a aquests clubs de l'import inicial. Arran de la decisió dels clubs esmentats de no formar-ne part, l'import final es va fixar en uns 2.100 milions d'euros a canvi d'un percentatge de gairebé el 10,95% dels beneficis comercials. Pel que fa a la utilització dels fons per part dels clubs, el 70% s'ha de destinar a infraestructures, el 15% a la liquidació de deutes, i el 15% restant a augmentar el límit salarial dels jugadors durant els tres primers anys.

## Desplegament tecnològic

### Digitalització
LaLiga compta amb un ecosistema digital basat en tres punts: canals, serveis i dades, que permeten la interacció entre els clubs i els aficionats. Mitjançant el portal web, les aplicacions mòbils i LaLigaSportsTV, la plataforma OTT (plataforma de TV a través d'Internet) llançada a principis del 2019, s'aconsegueix la participació de l'afició que interactua amb tots aquests dispositius; també els serveis agilitzen i faciliten l'accés dels aficionats. Totes les dades generades per aquesta interacció serveixen després per personalitzar els continguts amb la possibilitat de jugar amb tots els canals d'aquest ecosistema.
Les dades han esdevingut un element fonamental de l'estratègia de LaLiga amb la finalitat de centralitzar, organitzar, preparar i proporcionar tota la informació necessària perquè la presa de decisions es dugui a terme de manera eficaç. S'han anat incorporant als clubs les diferents eines i aplicacions tecnològiques basades en la intel·ligència artificial, cosa que serveix entre altres comeses per detectar ganes i ajudar en la decisió dels horaris per optimitzar assistència a estadis i audiències.

### Producció audiovisual
Els partits més importants de cada jornada són gravats amb el sistema 4k - HDR (High Dynamic Range o Alt Rang Dinàmic) amb 20 càmeres HDR, i en partits especials (el Clàssic o finals) es graven amb 30 càmeres. Des de la temporada 2017/18 tots els estadis compten amb una càmera tàctica que segueix el joc automàticament i aconsegueix un pla tàctic en directe per als analistes dels equips. A més, es compta amb una càmera aèria que s'ubica a 21 m d'alçada sobre el terreny de joc, i 38 càmeres d'Ultra Alta Definició al voltant dels estadis per crear clips de vídeo volumètric en 360° i recrear repeticions de cada jugada des de tots els punts de vista. A això se suma la utilització de la tecnologia Replay 360 per crear gràfics virtuals a les retransmissions en directe.

### Eines tecnològiques
La intelligència artificial, la profusió de dades i l'ús de determinades eines faciliten la presa de decisions dels clubs pel que fa a qüestions puntuals.
Amb Mediacoach els 42 clubs de primera i segona divisió accedeixen a informació, estadístiques i anàlisis (proporcionats per càmeres GPS que segueixen cada jugador) sobre el rendiment dels jugadors que els permeten l'anàlisi del joc i de les accions tecnicotàctiques i físiques que es donen en un partit.
Els jugadors compten amb Players APP, una aplicació exclusiva per als jugadors de LaLiga realitzada amb la revista Club de l'esportista, amb informació de les dades tretes de Mediacoach, i que ofereix, després de cada partit, informació personalitzada per a cada jugador.
Calendar Selector és una eina desenvolupada per LaLiga per obtenir els horaris que permetin optimitzar l'assistència a estadis i audiència. Per això han desenvolupat un algorisme que utilitza desenes de variables històriques: horaris, audiències, assistència, classificació, etc. i que ajuda a prendre les decisions més òptimes respecte dels horaris.
Sunlight Broadcasting Planning: s'han aixecat en 3D tots els estadis de LaLiga amb el màxim detall. D'aquesta manera, en introduir al programari una data i una hora determinada, el programa t'ofereix amb total exactitud com serà la incidència de sol, llum, ombres, brillantors, etc., i estimar així com serà l'impacte tant en els aficionats com a les càmeres de televisió. Això també contribueix a una millor elecció dhoraris.

### Aplicacions i jocs
Les aplicacions o Apps de LaLiga comptaven a l'octubre del 2021 amb més de 116 milions de descàrregues, de les quals el 80 % procedien de fora d'Espanya. Les aplicacions desenvolupades per LaLiga són: App Oficial LaLiga, Quiniela, Apps de clubs (Implementada en 23 clubs de LaLiga), LaLiga Fantasy MARCA, Head Football, Tiny Striker LaLiga, LaLiga Top Cards, LaLiga Jocs Educatius, i Assistents de veu (Google, Cortana, Skype, Samsung Bixby, Movistar Home).
La temporada 2017-18, LaLiga es va introduir al món virtual dels esports electrònics o esports. El 2019-20 es va celebrar l'eLaLiga Santander, dins de la competició oficial d'EA Sports Tm FIFA 20 Global Series a Espanya, comptant amb la participació de 33 clubs de LaLiga Santander i LaLiga SmartBank.

### Xarxes socials
LaLiga va superar el febrer de 2022 els 150 milions de seguidors a les seves diverses plataformes socials (la temporada 2013-14 només comptava amb 3.9 milions).
Tenen oberts 22 perfils en 12 canals diferents: Facebook, Twitter (LaLiga, LaLigaEN, LaLigaArab, LaLigaBRA, LaLigaFRA, LaLigaJP, LaLigaID, LaLigaTH, LaLigaSports, eSportsLaLiga, Fundació LaLiga), Instagram, YouTube, TikTok, quatre WeChat, Douyin, Toutiao); dues xarxes a Rússia (OK, VK); Line (tres comptes: Japó, Tailàndia i Indonèsia).
La seva audiència és global i està repartida per tot el món. Espanya és el país amb més seguidors (amb 7 milions), seguida per Indonèsia (amb més de 5.2); Índia (més de 5.1); Mèxic (més de 5); Brasil (més de 4.7) i Xina i Egipte (amb més de 4 cadascun).
Amb tots aquests usuaris, LaLiga es comunica amb més de quinze idiomes. A més d'en espanyol, ho fa en anglès, àrab, xinès, francès, japonès, portuguès, turc, rus, hindi, bengalí, bahasa Indonèsia, tailandès, danès, vietnamita, pidgin english, suahili, wòlof, lingala o hebreu, entre d'altres.

## Mesures contra la violència, els amaniments i la pirateria
Entre els objectius que s'ha plantejat LaLiga hi ha el d'evitar la violència, la xenofòbia i el racisme, els potencials tripijocs dels partits, i la pirateria audiovisual. Setmanalment s'elabora un informe/denúncia amb els càntics que incitin a la violència o tinguen contingut insultant, que s'envia a la RFEF ia la Comissió Antiviolència. I són aquests els únics responsables per imposar sancions.
Pel que fa als tripijocs de partits, a més de l'eina tecnològica s'imparteixen xerrades sobre integritat i seguretat a tots els jugadors de les dues lligues. Tecnològicament es monitoregen totes les cases d'apostes a nivell mundial i es busquen patrons de comportament anormals, que analitzen experts, i si hi ha alguna cosa sospitosa es posa en mans de policia i autoritats judicials. Per lluitar contra els amaniments i poder predir-los mitjançant la tecnologia, s'han incorporat als clubs eines internes com la Tyche 3.0. Hi ha hagut casos judicials que han sorgit a partir de denúncies de LaLiga com l'operació Oikos.
Pel que fa a la pirateria audiovisual, a més de comptar amb un departament específic antipirateria que col·labora amb altres lligues europees, es promou l'acció legal i de lobby i les relacions institucionals per afavorir una legislació que la persegueixi (tant a Espanya com a l'exterior). Les eines digitals per a la persecució de la pirateria que utilitza LaLiga, entre elles el programa Marauder, van ser cedides al MInisteri de Cultura que va aconseguir un avenç substancial per evitar el frau i els delictes contra la propietat intellectual.

## Suport a l'esport i la societat

### LaLiga Sports
LaLigaSports va sorgir el 2016 amb els compromisos adquirits després de l'aprovació del Reial decret llei 5/2015 i com a vehicle per recolzar altres esports espanyols (no futbol) i impulsar la indústria de l'esport. Està conformada per 64 federacions i rep l'1% dels ingressos obtinguts per la venda dels drets audiovisuals del futbol. Entre els seus objectius hi ha sufragar la seguretat social dels esportistes d'alt nivell d'aquests altres esports, així com finançar l'assistència a competicions internacionals. Els recursos aportats, l'1% dels drets audiovisuals, són administrats pel Consell Superior d'Esports, que a la temporada 2018-19 va repartir 13.350.000 € distribuïts en tres partides: seguretat social, beques i competicions internacionals.

### LaLigaSportsTV
A principis de 2019 es va llançar la plataforma LaLigaSportsTV, un servei OTT (over-the-top) o plataforma de TV per internet (tipus Netflix) que ofereix una varietat de competicions esportives espanyoles en directe, i que a més del futbol presenta l'actualitat de els altres esports amb menys cobertura mediàtica. Mitjançant aquesta plataforma s'emeten les competicions mitjançant emissió en continu o streaming, de manera que qualsevol persona hi pot accedir, encara que hi ha continguts lliures i altres de pagament. Pel que fa al futbol, es pot accedir als partits de LaLiga SmartBank corresponents a la Segona Divisió previ pagament, ia la resta dels esports de manera gratuïta (excepte excepcions). Mentre que als partits de la Primera Divisió no s'hi pot accedir, encara que sí a un resum del partit i entrevistes abans i després de la seva celebració. En general es poden visionar una gran quantitat d'esports i competicions espanyoles però es queden fora continguts normalment de pagament (lligues de bàsquet, tornejos de tennis, …). A finals de 2019 hi havia més de 400.000 usuaris registrats i 30 modalitats esportives.

### Futbol femení
El 2015 es va crear un departament per estudiar i promoure el futbol femení i donar suport als clubs en les seves preses de decisió a l'hora d'abordar la professionalització i visibilitat de les jugadores i dels partits. També va fomentar la creació de l'Associació de Clubs de Futbol femení que intenta impulsar tota mena d'activitats que contribueixin al progrés del futbol femení. Creada el 2015 amb 13 membres fundadors, el 2020 compta amb 69 clubs participants.

### LaLiga Business School
Creada amb la intenció de contribuir a la formació dels gestors del futbol i d'altres esports globals, va iniciar el seu camí el 2018. En col·laboració amb la Universitat Francisco de Vitoria ofereix estudis de postgrau i diversos cursos formatius: Màster en Dret aplicat al futbol professional, Màster en Direcció, metodologia i anàlisi del futbol i Màster en Global Sports Marketing. També ofereix cursos sobre LaLiga eSports, d'Estratègia digital i dades i el Making off de l'esdeveniment esportiu, tots programes de component teòric i pràctic, impartits per rellevants professionals del sector.

## Expansió Internacional
El creixent interès pel futbol espanyol ha estat un incentiu per a l'expansió global de la Lliga Nacional de Futbol Professional, basada en tres pilars fonamentals: les oficines internacionals, la xarxa de Global Network i les joint venture o empreses conjuntes que ha creat a diversos punts del món. Les oficines internacionals estan ubicades a: Bèlgica (Brussel·les), Xina (Xangai i Pequín), Sud-àfrica (Johannesburg), Estats Units (Nova York), Unió dels Emirats Àrabs (Dubai), Índia (Nova Delhi), Nigèria (Llacs), Mèxic (Ciutat de Mèxic), Singapur (Singapur) i Regne Unit (Londres).
Els seus 46 delegats formen part de la LaLiga Global Network i són presents a 43 països. Entre les empreses conjuntes o joint ventures, es troba la LaLiga North America, en associació amb RELEVENT per introduir el futbol espanyol als Estats Units.
El 2020 LaLiga va rebre el títol d'Ambaixador Honorífic de la Marca Espanya a la categoria de Relacions Internacionals, “per la seva contribució a difondre una imatge positiva d'Espanya per tot el món a través del futbol” i per “ajudar a la internacionalització tant de les empreses com dels esportistes espanyols”.

## Polèmiques
Segons informà eldiario.es el 2018, l'aplicació mòbil oficial de la LFP espiava als bars mitjançant el micròfon dels aficionats.